# ホテル81
ホテル81（Hotel 81、中国語: 旅店81）はシンガポール国内で展開する格安ホテルチェーン。2014年現在、シンガポール国内で24軒のホテルを運営している。1998年2月には、国際標準であるISO9002（証明書番号 Q11902）を取得した。
かつて日本では有限会社イースト・ウィンド（東京都新宿区）が予約の代行を行っていた。

## 客室の特徴
格安ホテルだけあって、ほとんどの客室は狭い。ただ、客室にはエアコン、テレビ、ドライヤー、シャワー（バスタブはほとんどの客室で未設置）、トイレなど最低限の設備が備わっており、内装も比較的新しく、しかも宿泊費の高いシンガポールにおいて、1室1泊あたりの料金が日本の大都市圏ビジネスホテル以下と安いので、宿泊料金を抑えたい宿泊者の利用が多い。

## 展開ホテル
- Hotel 81 Bencoolen
- Hotel 81 Bugis
- Hotel 81 Classic
- Hotel 81 Chinatown
- Hotel 81 Dickson
- Hotel 81 Elegance
- Hotel 81 Geylang
- Hotel 81 Gold
- Hotel 81 Heritage
- Hotel 81 Hollywood
- Hotel 81 Joo Chiat
- Hotel 81 Lucky
- Hotel 81 Opera
- Hotel 81 Orchid
- Hotel 81 Osaka
- Hotel 81 Palace
- Hotel 81 Princess
- Hotel 81 Rochor
- Hotel 81 Sakura
- Hotel 81 Selegie
- Hotel 81 Star
- hotel 81 Tristar